# إدوارد جي. سي. كيوان
إدوارد جي. سي. كيوان كان عضو في جمعية ولاية كاليفورنيا في الفترة التي بين 1863-1865 ، حيث كان يمثل المنطقة الثانية. 